# Sphaerodactylus levinsi
Sphaerodactylus levinsi es una especie de gecos de la familia Sphaerodactylidae.

## Distribución geográfica
Es endémica de la isla Desecheo (oeste de Puerto Rico).

## Estado de conservación
Se encuentra amenazada por la pérdida de su hábitat natural.